# 마누엘 마레로 크루즈

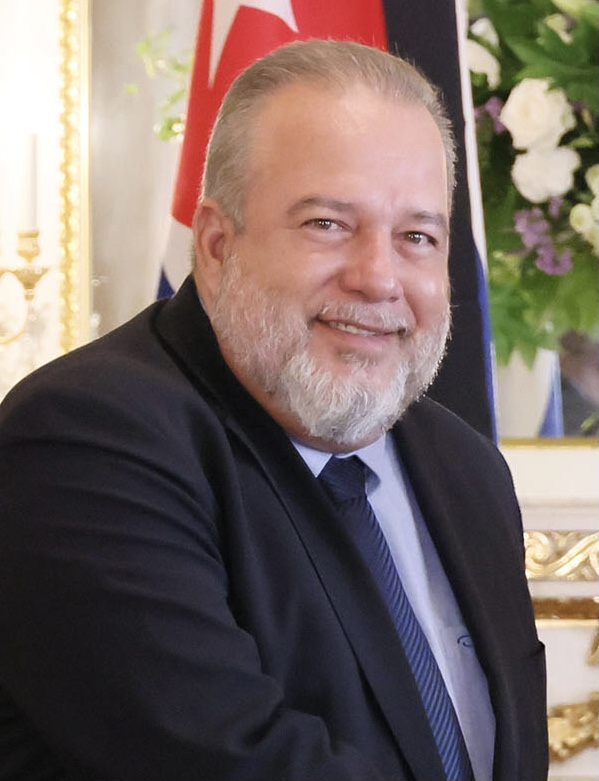
2022년 모습

마누엘 마레로 크루즈(Manuel Marrero Cruz, 1963년 7월 11일 ~ )는 현재 쿠바의 총리직을 맡고 있는 쿠바의 정치인이며, 1976년부터 43년간의 직위 폐지 이후 2019년 12월 총리직이 재설립된 이후 처음이다. 공직 폐지 전 마지막 총리는 피델 카스트로였다. 마레로는 43년 만에 쿠바 총리직을 맡은 첫 인물이다. 쿠바 공산당의 일원인 그는 2004년부터 2019년 12월 총리직에 임명될 때까지 오랫동안 관광부 장관을 역임했다. 그가 관광부 장관으로 재직하는 동안 쿠바 관광은 엄청난 탄력을 받았다. 마레로는 건축가이며 쿠바군의 관광 부서인 가비오타(Gaviota)에서 근무했으며 그곳에서 대령직도 맡았다.